# Blocking (Rundfunkökonomie)
Blocking ist bei der Planung von Radio- und Fernsehprogrammen die tägliche Ausstrahlung bestimmter Serien oder ähnlicher Programminhalte hintereinander, um die Wanderbewegungen im Rahmen des Audience Flow möglichst gering zu halten.

## Allgemeines
Der Anglizismus Blocking kommt aus dem englischen „block programming“, mit dem die Gestaltung durch Programmblöcke gemeint ist. Bei der Planung des Rundfunkprogramms achten weltweit die Sender darauf, dass nach Möglichkeit die Übergänge von einer Sendung zur anderen weitgehend thematisch ohne abrupte Inhaltsänderungen vonstattengehen. Verwandte Programmtypen sollen zusammenhängend nacheinander gesendet werden. Dabei sollte das gleiche Genre in zeitlich hintereinander ausgestrahlten Sendungen beibehalten bleiben, damit eine ähnliche Zielgruppenzusammensetzung erreicht werden kann.

## Programmstrategie
Die Radiosender waren auch im Hinblick auf die Bildung von Programmblöcken ein wichtiges Vorbild für das Fernsehen. Letzteres ist wegen der Visualisierbarkeit noch stärker vom Blocking begünstigt. Wenn beispielsweise während der Hauptsendezeit ein Kinofilm gezeigt wird, der auf ein größeres Publikumsinteresse stößt, ist es sehr wahrscheinlich, dass dieses Publikum sich auf demselben Kanal auch den nachfolgenden Spielfilm anschaut. Weitere Beispiele sind die Gerichtsschienen auf RTL Television und Sat.1, die die früheren Talkshow-Schienen ablösten. Fehlt es an diesem harmonischen Programmfluss, ist die Gefahr des Abwanderns von Publikum zu anderen Sendern durch Zapping sehr groß. Insbesondere private Fernsehsender wollen ihre werberelevanten Zielgruppen nach Ende einer Sendung binden, um die Einschaltquoten auch für die künftigen Werbespots nutzen zu können.

## Abgrenzung
Blocking unterscheidet sich vom Stripping dadurch, dass beim Stripping zwar auch auf bestimmte Serien oder ähnliche Programminhalte abgestellt wird, jedoch werden diese immer auf demselben Sendeplatz ausgestrahlt.